# Saint-Gérons
Saint-Gérons é uma comuna francesa na região administrativa de Auvérnia-Ródano-Alpes, no departamento de Cantal. Estende-se por uma área de 16,27 km². Em 2010 a comuna tinha 226 habitantes (densidade: 13,9 hab./km²).